# Diocesi di Oita
La diocesi di Oita (latino: Dioecesis Oitaensis) è una sede della Chiesa cattolica in Giappone suffraganea dell'arcidiocesi di Nagasaki. Nel 2021 contava 5.656 battezzati su 2.185.780 abitanti. È retta dal vescovo Sulpizio Shinzo Moriyama.

## Territorio
La diocesi comprende le prefetture giapponesi di Oita e di Miyazaki.
Sede vescovile è la città di Ōita, dove si trova la cattedrale di San Francesco Saverio.
Il territorio è suddiviso in 26 parrocchie.

## Storia
Oita fu sede tra XVI e XVII secolo della prima diocesi cattolica giapponese, la diocesi di Funay, che fu soppressa di fatto nella prima metà del Seicento a causa della persecuzione contro i cristiani giapponesi.
La missione sui iuris di Miyazaki fu eretta il 27 marzo 1928 con il breve Supremi apostolatus di papa Pio XI, ricavandone il territorio dalla diocesi di Fukuoka.
Il 28 gennaio 1935 la missione sui iuris fu elevata a prefettura apostolica con la bolla Ad potioris dignitatis dello stesso papa Pio XI.
Il 22 dicembre 1961 per effetto della bolla Quae universo di papa Giovanni XXIII la prefettura apostolica è stata ulteriormente elevata a diocesi e ha assunto il nome attuale.

## Cronotassi dei vescovi
Si omettono i periodi di sede vacante non superiori ai 2 anni o non storicamente accertati.
- Vincenzo Cimatti, S.D.B. † (1º agosto 1928 - 21 novembre 1940 dimesso)
  - Sede vacante (1940-1961)[1]
- Peter Saburo Hirata, P.S.S. † (22 dicembre 1961 - 15 novembre 1969 nominato vescovo di Fukuoka)
- Peter Takaaki Hirayama † (15 novembre 1969 - 10 maggio 2000 ritirato)
- Dominic Ryōji Miyahara (10 maggio 2000 - 19 marzo 2008 nominato vescovo di Fukuoka)
  - Sede vacante (2008-2011)
- Paul Sueo Hamaguchi † (25 marzo 2011 - 28 dicembre 2020 deceduto)
- Sulpizio Shinzo Moriyama, dal 5 aprile 2022

## Statistiche
La diocesi nel 2021 su una popolazione di 2.185.780 persone contava 5.656 battezzati, corrispondenti allo 0,3% del totale.
| anno | popolazione | popolazione | popolazione | presbiteri | presbiteri | presbiteri | presbiteri                | diaconi | religiosi | religiosi | parrocchie |
| anno | battezzati  | totale      | %           | numero     | secolari   | regolari   | battezzati per presbitero | diaconi | uomini    | donne     | parrocchie |
| ---- | ----------- | ----------- | ----------- | ---------- | ---------- | ---------- | ------------------------- | ------- | --------- | --------- | ---------- |
| 1950 | 2.950       | 3.000.000   | 0,1         | 23         | 1          | 22         | 128                       |         | 22        | 45        | 8          |
| 1969 | 6.055       | 2.234.804   | 0,3         | 49         | 5          | 44         | 123                       |         | 55        | 151       | 21         |
| 1980 | 5.750       | 2.366.070   | 0,2         | 58         | 6          | 52         | 99                        |         | 60        | 212       | 27         |
| 1988 | 5.452       | 2.424.301   | 0,2         | 62         | 7          | 55         | 87                        |         | 72        | 230       | 43         |
| 1999 | 5.892       | 2.404.645   | 0,2         | 61         | 11         | 50         | 96                        |         | 69        | 257       | 27         |
| 2000 | 5.931       | 2.402.071   | 0,2         | 106        | 52         | 54         | 55                        |         | 76        | 250       | 27         |
| 2001 | 5.954       | 2.399.655   | 0,2         | 55         | 9          | 46         | 108                       |         | 64        | 263       | 27         |
| 2002 | 5.939       | 2.387.965   | 0,2         | 50         | 9          | 41         | 118                       |         | 61        | 266       | 26         |
| 2003 | 5.816       | 2.386.818   | 0,2         | 57         | 11         | 46         | 102                       |         | 66        | 251       | 27         |
| 2004 | 5.764       | 2.368.659   | 0,2         | 58         | 11         | 47         | 99                        |         | 65        | 238       | 26         |
| 2013 | 6.162       | 2.310.308   | 0,3         | 50         | 15         | 35         | 123                       | 3       | 53        | 219       | 26         |
| 2016 | 6.037       | 2.292.454   | 0,3         | 47         | 16         | 31         | 128                       | 3       | 48        | 219       | 26         |
| 2019 | 5.974       | 2.221.236   | 0,3         | 41         | 16         | 25         | 145                       | 3       | 38        | 213       | 26         |
| 2021 | 5.656       | 2.185.780   | 0,3         | 37         | 17         | 20         | 152                       | 2       | 30        | 194       | 26         |